# Carbonara di Nola
Carbonara di Nola è un comune italiano di 2 441 abitanti della città metropolitana di Napoli in Campania.

## Geografia fisica
È situato a circa 31 chilometri ad est di Napoli e si trova a circa 170 m s.l.m. alle falde del monte Saro. Segna il confine con la provincia di Avellino e costituisce un unico agglomerato urbano con il vicino comune di Domicella.

## Monumenti e luoghi d'interesse
Notevoli, nel centro abitato che conserva i tratti del borgo rurale antico, le chiese della Santissima Annunziata (eretta nel Cinquecento e nel cui interno si può ammirare la bella tavola dipinta da Marco Mele, raffigurante “L'Annunciazione”), di Sant'Anna (del XX secolo). Vi sono solo i resti della chiesa della Beata Vergine dei Sette Dolori (XVIII secolo, danneggiata dal terremoto del 1980).
Una citazione a parte va fatta per la parrocchia dei Santi Medici Cosma e Damiano, un edificio in stile romanico a tre navate, presumibilmente sorto su di un tempio pagano, che, a seguito di numerosi interventi succedutisi nei secoli, ha mantenuto solo il corpo centrale del disegno architettonico originario con annessa la torre campanaria, di origine incerta, simile ad un'antica torre di avvistamento/di segnalazione.
Lungo corso Vittorio Emanuele (strada principale di Carbonara) si trova, infine, il Monumento ai Caduti in guerra, realizzato nel punto in cui sorgeva la Casa dei Fasci di combattimento.
Uno dei palazzi più antichi di Carbonara di Nola è sicuramente il Palazzo Santorelli che appartiene fin dalla sua costruzione all'omonima famiglia che da secoli tramanda quest'ubicato di generazione in generazione.

## Società

### Evoluzione demografica
Abitanti censiti

### Etnie e minoranze straniere
Secondo i dati ISTAT al 31 dicembre 2018 i cittadini stranieri residenti a Carbonara di Nola erano 91, corrispondenti al 3,7% della popolazione. Le nazionalità maggiormente rappresentate erano:
1. India 43 1,7%
2. Bangladesh 34 1,3%

## Amministrazione
Di seguito è presentata una tabella relativa alle amministrazioni che si sono succedute in questo comune.
| Periodo | Periodo   | Primo cittadino      | Partito                   | Carica  | Note |
| ------- | --------- | -------------------- | ------------------------- | ------- | ---- |
| 1985-   | 1999      | Aniello Rainone      | Democrazia Cristiana-PPI  | Sindaco |      |
| 1999-   | 2009      | Aniello Rainone      | Lista civica: (Centrismo) | Sindaco |      |
| 2009-   | 2014      | Anna Carmela Rainone | Lista civica              | Sindaco |      |
| 2014-   | 2019      | Michele Paradiso     | Lista civica              | Sindaco |      |
| 2019-   | in carica | Antonio Iannicelli   | Lista civica              | Sindaco |      |